# Hjälp Gud utav din nådes tron
Hjälp Gud utav din nådes tron (tyska: Hilf Gott auf deinem Gnadenthron) är en tysk psalm av Nikolaus Selnecker som bygger på psaltaren 61. Psalmen översattes till svenska och fick titeln Hjälp Gud utav din nådes tron.

## Publicerad i
- Den svenska psalmboken 1694 som nummer 71 under rubriken "Konung Davids Psalmer".
- Den svenska psalmboken 1695 som nummer 64 under rubriken "Konung Davids Psalmer".[1]